# Campeonato Sul-Americano de Futebol Sub-20 de 2019
O Campeonato Sul-Americano de Futebol Sub-20 de 2019 (espanhol: Campeonato Sudamericano Sub-20 Juventud de América Chile 2019) foi a 29ª edição da competição organizada pela Confederação Sul-Americana de Futebol (CONMEBOL) para jogadores com até 20 anos de idade. O evento foi realizado no Chile entre os dias 17 de janeiro e 10 de fevereiro. As quatro equipes melhores colocadas se classificaram para a Copa do Mundo FIFA Sub-20 de 2019, realizada na Polônia, e os três primeiros para os Jogos Pan-Americanos de 2019, no Peru.
A partir deste torneio não foram distribuídas vagas para os Jogos Olímpicos, já que a CONMEBOL retomou o Torneio Pré-Olímpico Sul-Americano como classificatória e disputado em 2020, na Colômbia.
O Equador conquistou o título inédito na categoria ao vencer a Venezuela na última rodada da fase final por 3–0. Com isso os equatorianos se classificaram ao mundial sub-20 ao lado de Argentina, Uruguai e Colômbia.

## Equipes participantes
Todas as dez equipes filiadas a CONMEBOL participaram do evento:
| - Argentina - Bolívia - Brasil - Chile (anfitrião) - Colômbia | - Equador - Paraguai - Peru - Uruguai (atual campeã) - Venezuela |

## Sedes
Um total de três estádios foram utilizados no campeonato.
| Rancagua            | Talca              | Curicó            |
| ------------------- | ------------------ | ----------------- |
| Estádio El Teniente | Estádio Fiscal     | Estádio La Granja |
| Capacidade: 15 600  | Capacidade: 16 000 | Capacidade: 8 278 |
| El Teniente         | Fiscal de Talca    | La Granja         |

## Convocações
Cada time enviou uma lista com 23 jogadores, sendo que três obrigatoriamente precisavam ser goleiros.

## Árbitros
A Comissão de Árbitros da CONMEBOL selecionou dez árbitros, vinte assistentes e dois de suporte para o torneio.
| Árbitros                                      | Assistentes                               |
| --------------------------------------------- | ----------------------------------------- |
| ARG Fernando Rapallini ARG Facundo Tello [Ar] | ARG Ezequiel Brailovsky ARG Gabriel Chade |
| BOL Gery Vargas                               | BOL José Antelo BOL Edwar Saavedra        |
| BRA Raphael Claus                             | BRA Kléber Gil BRA Bruno Pires            |
| CHI Piero Maza CHI Cristian Garay [Ar]        | CHI Claudio Ríos CHI José Retamal         |
| COL Nicolás Gallo                             | COL Alexander León COL Wílmar Navarro     |

| Árbitros                | Assistentes                              |
| ----------------------- | ---------------------------------------- |
| ECU Carlos Orbe         | ECU Juan Carlos Macías ECU Ricardo Barén |
| PAR Mario Díaz de Vivar | PAR Roberto Cañete PAR Darío Gaona       |
| PER Joel Alarcón        | PER Michael Orué PER Víctor Ráez         |
| URU Leodán González     | URU Richard Trinidad URU Carlos Barreiro |
| VEN Alexis Herrera      | VEN Jorge Urrego VEN Carlos López        |

- Ar   Árbitro de suporte

## Sorteio
O sorteio foi realizado em 6 de novembro de 2018, em Rancagua. O Departamento de competições da CONMEBOL determinou os seguintes emparelhamentos para o sorteio:
| Cabeças de chave | Pote 2            | Pote 3           | Pote 4            | Pote 5       |
| ---------------- | ----------------- | ---------------- | ----------------- | ------------ |
| Chile Uruguai    | Equador Venezuela | Argentina Brasil | Colômbia Paraguai | Bolívia Peru |

## Fase de grupos
Todas as partidas seguem o fuso horário do Chile (UTC−3).
As 10 equipes participantes da primeira fase foram divididas em dois grupos de cinco equipes cada. As equipes que ocuparem a primeira, segunda e terceira posições de cada grupo passam para a fase final.
Em caso de empate em pontos em qualquer uma das posições, a classificação é determinada seguindo os seguintes critérios, por ordem:
- Saldo de gols
- Número de gols marcados.
- O resultado do jogo entre as equipes empatadas.
- Por sorteio

### Grupo A
| Pos. | Seleção   | P | J | V | E | D | GP | GC | SG |
| ---- | --------- | - | - | - | - | - | -- | -- | -- |
| 1    | Venezuela | 9 | 4 | 3 | 0 | 1 | 5  | 3  | +2 |
| 2    | Brasil    | 7 | 4 | 2 | 1 | 1 | 3  | 2  | +1 |
| 3    | Colômbia  | 7 | 4 | 2 | 1 | 1 | 2  | 1  | +1 |
| 4    | Chile     | 4 | 4 | 1 | 1 | 2 | 3  | 4  | –1 |
| 5    | Bolívia   | 1 | 4 | 0 | 1 | 3 | 1  | 4  | –3 |

| 17 de janeiro | Venezuela | 1 – 0     | Colômbia | Estádio El Teniente, Rancagua   |
| 17:10         | Sosa 68'  | Relatório |          | Árbitro: ARG Fernando Rapallini |

| 17 de janeiro | Chile          | 1 – 1     | Bolívia | Estádio El Teniente, Rancagua |
| 19:30         | L. Alarcón 61' | Relatório | Vaca 5' | Árbitro: URU Leodán González  |

| 19 de janeiro | Colômbia | 0 – 0     | Brasil | Estádio El Teniente, Rancagua |
| 17:10         |          | Relatório |        | Árbitro: URU Leodán González  |

| 19 de janeiro | Chile               | 1 – 2     | Venezuela               | Estádio El Teniente, Rancagua    |
| 19:30         | T. Alarcón 3' (pen) | Relatório | Vargas 8' · Yriarte 50' | Árbitro: PAR Mario Díaz de Vivar |

| 21 de janeiro | Colômbia   | 1 – 0     | Bolívia | Estádio El Teniente, Rancagua |
| 17:10         | Angulo 62' | Relatório |         | Árbitro: PER Joel Alarcón     |

| 21 de janeiro | Brasil           | 2 – 1     | Venezuela | Estádio El Teniente, Rancagua |
| 19:30         | Rodrygo 39', 80' | Relatório | Sosa 90'  | Árbitro: ARG Facundo Tello    |

| 23 de janeiro | Bolívia | 0 – 1     | Venezuela  | Estádio El Teniente, Rancagua |
| 17:10         |         | Relatório | Vargas 19' | Árbitro: ECU Carlos Orbe      |

| 23 de janeiro | Chile       | 1 – 0     | Brasil | Estádio El Teniente, Rancagua |
| 19:30         | Morales 40' | Relatório |        | Árbitro: URU Leodán González  |

| 25 de janeiro | Brasil            | 1 – 0     | Bolívia | Estádio El Teniente, Rancagua |
| 17:10         | Lincoln 25' (pen) | Relatório |         | Árbitro: ARG Facundo Tello    |

| 25 de janeiro | Chile | 0 – 1     | Colômbia     | Estádio El Teniente, Rancagua    |
| 19:30         |       | Relatório | Cuesta 90+5' | Árbitro: PAR Mario Díaz de Vivar |

### Grupo B
| Pos. | Seleção   | P | J | V | E | D | GP | GC | SG |
| ---- | --------- | - | - | - | - | - | -- | -- | -- |
| 1    | Equador   | 9 | 4 | 3 | 0 | 1 | 8  | 4  | +4 |
| 2    | Argentina | 7 | 4 | 2 | 1 | 1 | 3  | 2  | +1 |
| 3    | Uruguai   | 6 | 4 | 2 | 0 | 2 | 4  | 3  | +1 |
| 4    | Paraguai  | 4 | 4 | 1 | 1 | 2 | 2  | 5  | –3 |
| 5    | Peru      | 3 | 4 | 1 | 0 | 3 | 2  | 5  | –3 |

| 18 de janeiro | Equador                               | 3 – 0     | Paraguai | Estádio Fiscal, Talca    |
| 17:10         | Rezabala 9', 44' · Alvarado 57' (pen) | Relatório |          | Árbitro: BOL Gery Vargas |

| 18 de janeiro | Uruguai | 0 – 1     | Peru              | Estádio Fiscal, Talca      |
| 19:30         |         | Relatório | Pacheco 52' (pen) | Árbitro: COL Nicolás Gallo |

| 20 de janeiro | Paraguai    | 1 – 1     | Argentina  | Estádio La Granja, Curicó   |
| 17:10         | Ñamandú 45' | Relatório | Romero 29' | Árbitro: VEN Alexis Herrera |

| 20 de janeiro | Uruguai                                 | 3 – 1     | Equador     | Estádio La Granja, Curicó  |
| 19:30         | Dávila 30', 45+3' · Schiappacasse 90+3' | Relatório | Campana 34' | Árbitro: BRA Raphael Claus |

| 22 de janeiro | Argentina | 0 – 1     | Equador      | Estádio Fiscal, Talca    |
| 17:10         |           | Relatório | Alvarado 54' | Árbitro: BOL Gery Vargas |

| 22 de janeiro | Paraguai  | 1 – 0     | Peru | Estádio Fiscal, Talca   |
| 19:30         | Ojeda 52' | Relatório |      | Árbitro: CHI Piero Maza |

| 24 de janeiro | Peru     | 1 – 3     | Equador                                  | Estádio La Granja, Curicó  |
| 17:10         | Mora 24' | Relatório | Rezabala 8' · Alvarado 18' · Campana 58' | Árbitro: BRA Raphael Claus |

| 24 de janeiro | Uruguai | 0 – 1     | Argentina  | Estádio La Granja, Curicó   |
| 20:45         |         | Relatório | Maroni 67' | Árbitro: VEN Alexis Herrera |

| 26 de janeiro | Argentina          | 1 – 0     | Peru | Estádio Fiscal, Talca   |
| 17:10         | Romero 90+4' (pen) | Relatório |      | Árbitro: CHI Piero Maza |

| 26 de janeiro | Uruguai           | 1 – 0     | Paraguai | Estádio Fiscal, Talca      |
| 19:30         | Schiappacasse 28' | Relatório |          | Árbitro: BRA Raphael Claus |

## Fase final
| Pos. | Seleção   | P  | J | V | E | D | GP | GC | SG |
| ---- | --------- | -- | - | - | - | - | -- | -- | -- |
| 1    | Equador   | 10 | 5 | 3 | 1 | 1 | 6  | 2  | +4 |
| 2    | Argentina | 9  | 5 | 3 | 0 | 2 | 7  | 4  | +3 |
| 3    | Uruguai   | 8  | 5 | 2 | 2 | 1 | 6  | 5  | +1 |
| 4    | Colômbia  | 5  | 5 | 1 | 2 | 2 | 2  | 2  | 0  |
| 5    | Brasil    | 5  | 5 | 1 | 2 | 2 | 3  | 5  | –2 |
| 6    | Venezuela | 4  | 5 | 1 | 1 | 3 | 3  | 9  | –6 |

| 29 de janeiro | Brasil | 0 – 0     | Colômbia | Estádio El Teniente, Rancagua |
| 17:30         |        | Relatório |          | Árbitro: PER Joel Alarcón     |

| 29 de janeiro | Equador                     | 2 – 1     | Argentina  | Estádio El Teniente, Rancagua  |
| 19:50         | Campana 37' · Cifuentes 73' | Relatório | Almada 26' | Árbitro: PAR Arnaldo Samaniego |

| 29 de janeiro | Venezuela | 1 – 1     | Uruguai     | Estádio El Teniente, Rancagua |
| 22:10         | Makoun 8' | Relatório | Acevedo 76' | Árbitro: CHI Piero Maza       |

| 1 de fevereiro | Argentina   | 1 – 0     | Colômbia | Estádio El Teniente, Rancagua |
| 17:30          | Álvarez 42' | Relatório |          | Árbitro: PER Diego Haro       |

| 1 de fevereiro | Equador | 0 – 1     | Uruguai           | Estádio El Teniente, Rancagua |
| 19:50          |         | Relatório | Batista 61' (pen) | Árbitro: BOL Gery Vargas      |

| 1 de fevereiro | Venezuela        | 2 – 0     | Brasil | Estádio El Teniente, Rancagua    |
| 22:10          | Hurtado 22', 87' | Relatório |        | Árbitro: PAR Mario Díaz de Vivar |

| 4 de fevereiro | Brasil                         | 2 – 3     | Uruguai                                            | Estádio El Teniente, Rancagua |
| 17:30          | Lincoln 68' · Luan Cândido 83' | Relatório | Gómez 58' · Schiappacasse 65' (pen) · García 90+1' | Árbitro: PER Diego Haro       |

| 4 de fevereiro | Equador       | 1 – 0     | Colômbia | Estádio El Teniente, Rancagua |
| 19:50          | Campana 90+4' | Relatório |          | Árbitro: CHI Piero Maza       |

| 4 de fevereiro | Venezuela | 0 – 3     | Argentina           | Estádio El Teniente, Rancagua |
| 22:10          |           | Relatório | Gaich 58', 64', 82' | Árbitro: BOL Gery Vargas      |

| 7 de fevereiro | Argentina               | 2 – 1     | Uruguai             | Estádio El Teniente, Rancagua  |
| 17:30          | Moreno 24' · Maroni 46' | Relatório | Schiappacasse 90+3' | Árbitro: PAR Arnaldo Samaniego |

| 7 de fevereiro | Equador | 0 – 0     | Brasil | Estádio El Teniente, Rancagua |
| 19:50          |         | Relatório |        | Árbitro: BOL Ivo Méndez       |

| 7 de fevereiro | Venezuela | 0 – 2     | Colômbia               | Estádio El Teniente, Rancagua    |
| 22:10          |           | Relatório | Reyes 26' · Angulo 56' | Árbitro: PAR Mario Díaz de Vivar |

| 10 de fevereiro | Colômbia | 0 – 0     | Uruguai | Estádio El Teniente, Rancagua |
| 17:30           |          | Relatório |         | Árbitro: PER Diego Haro       |

| 10 de fevereiro | Venezuela | 0 – 3     | Equador                            | Estádio El Teniente, Rancagua  |
| 19:50           |           | Relatório | Campana 2' (pen), 31' · Segura 90' | Árbitro: PAR Arnaldo Samaniego |

| 10 de fevereiro | Brasil            | 1 – 0     | Argentina | Estádio El Teniente, Rancagua |
| 22:10           | Lincoln 39' (pen) | Relatório |           | Árbitro: CHI Piero Maza       |

## Premiação
| Campeonato Sul-Americano Sub-20 de 2019 |
| Equador                                 |
| --------------------------------------- |
| EQUADOR Campeão (1º título)             |

### Equipe do torneio
| Posição    | Jogador               | Seleção   |
| ---------- | --------------------- | --------- |
| Goleiro    | Kevin Mier            | Colômbia  |
| Defensores | Diego Palacios        | Equador   |
| Defensores | Jackson Porozo        | Equador   |
| Defensores | Maximiliano Araújo    | Uruguai   |
| Meias      | Santiago Sosa         | Argentina |
| Meias      | Marcos Antônio        | Brasil    |
| Meias      | Gonzalo Plata         | Equador   |
| Meias      | Samuel Sosa           | Venezuela |
| Atacantes  | Julián Álvarez        | Argentina |
| Atacantes  | Leonardo Campana      | Equador   |
| Atacantes  | Nicolás Schiappacasse | Uruguai   |

## Artilharia
6 gols (1)
- ECU Leonardo Campana

4 gols (1)
- URU Nicolás Schiappacasse

3 gols (4)
- ARG Adolfo Gaich
- BRA Lincoln
- ECU Alexander Alvarado
- ECU Jordan Rezabala

2 gols (8)
- ARG Gonzalo Maroni
- ARG Maximiliano Romero
- BRA Rodrygo
- COL Iván Angulo
- URU Agustín Dávila
- VEN Jan Carlos Hurtado
- VEN Jesús Vargas
- VEN Samuel Sosa

1 gol (22)
- ARG Aníbal Moreno
- ARG Julián Álvarez
- ARG Thiago Almada
- BOL Ramiro Vaca
- BRA Luan Cândido
- CHI Iván Morales
- CHI Lucas Alarcón
- CHI Tomás Alarcón
- COL Andrés Reyes
- COL Carlos Cuesta
- ECU Daniel Segura
- ECU José Cifuentes
- PAR Braian Ojeda
- PAR Marcelino Ñamandú
- PER Fernando Pacheco
- PER Oslimg Mora
- URU Emiliano Gómez
- URU Facundo Batista
- URU Nicolás Acevedo
- URU Pablo García
- VEN Christian Makoun
- VEN Jorge Yriarte